# Сасиновка
Сасиновка (укр. Сасинівка) — село,
Сасиновский сельский совет,
Пирятинский район,
Полтавская область,
Украина.
Код КОАТУУ — 5323884901. Население по переписи 2001 года составляло 709 человек.
Является административным центром Сасиновского сельского совета, в который, кроме того, входят сёла
Кейбаловка,
Леляки,
Меченки,
Першотравневое и
Червоное.

## Географическое положение
Село Сасиновка находится на берегах реки Перевод в месте впадения в неё реки Руда,
выше по течению на расстоянии в 3 км расположено село Червоное,
ниже по течению на расстоянии в 0,5 км расположено село Першотравневое.
Рядом проходит железная дорога, станция Сасиновка в 1-м км.

## История
- 1708 — дата основания.
- Покровская церковь существует по меньшему с 1765 года[2]
- Село указано на подробной карте Российской Империи и близлежащих заграничных владений 1816 года [3]
- В период 1905—1907 года жители села Сасиновка активно выступали против местных помещиков. Для подавления беспорядков вызывались казаки. Организаторы движения были арестованы.
- 332 жителя села Сасиновка воевали с фашистами на фронтах Великой Отечественной войны. 172 человека отмечено правительственными наградами.

## Объекты социальной сферы
- Детский сад.
- Школа.

## Известные уроженцы
- Савенко, Сергей Николаевич (1901—1976) — украинский советский учёный, медик, клиницист и нейрогистопатоморфолог, педагог, профессор, доктор медицинских наук.